# Fåbro gård

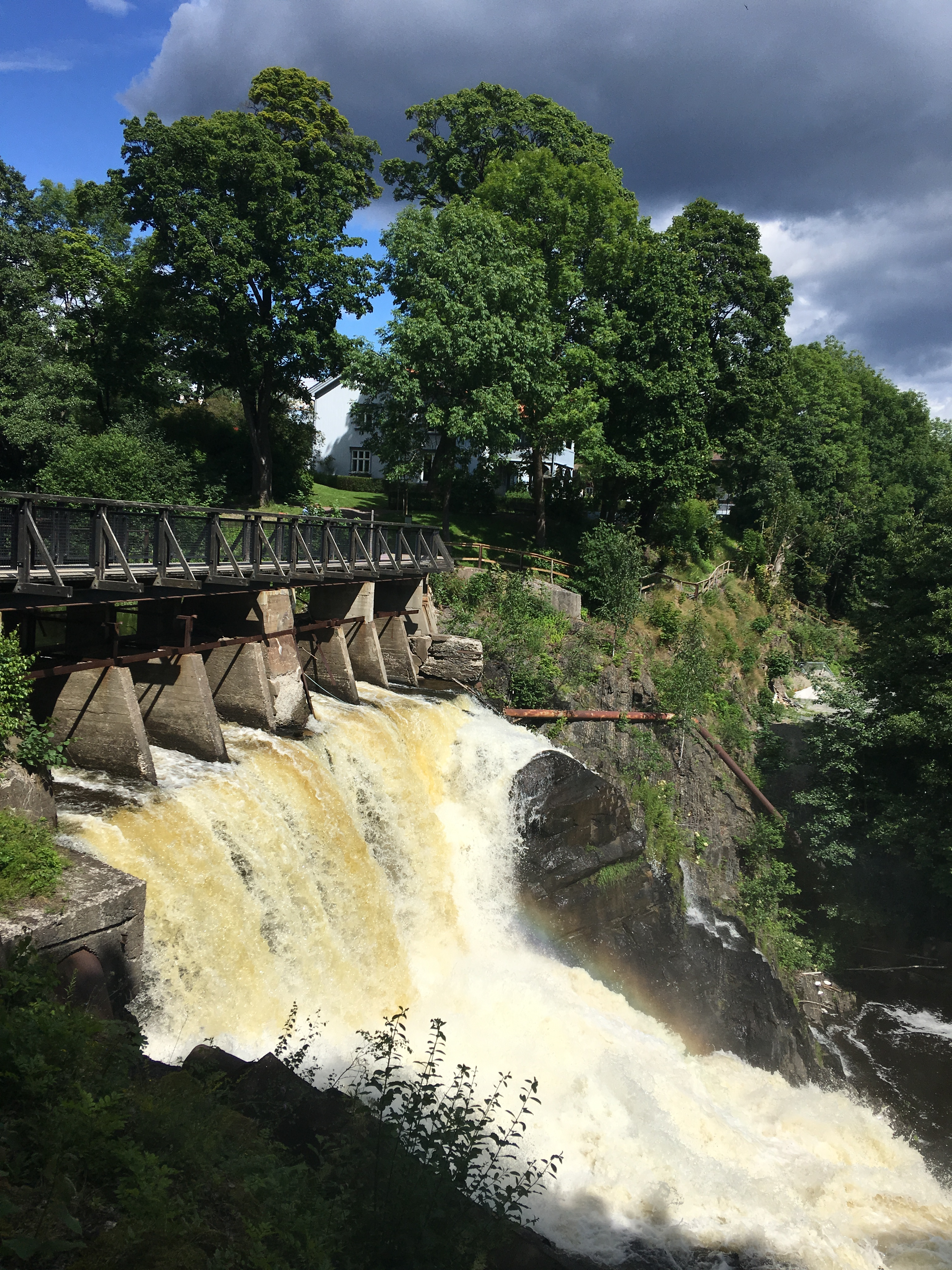
Granfossen vid Fåbro gård

Fåbro gård är en fastighet vid Fåbrofossen i Lilleaker i Oslo i Norge.
Fåbro är den äldsta byggnaden i Lilleaker. Byggnaden uppfördes omkring 1750 av Christian Braunmann Tullin, som då tillträdde som medägare till det 1749 uppförda tråddrageriet "Faabroe Spigerfabrique". Detta drevs av Fåbrofossen (senare benämnd Granfossen) i Lysakerelva. Tullin blev senare ensamägare till fabriken och uppförde ett bostadshus som sommarbostad med en stor äppelträdgård. 
Senare uppfördes på området "Nitroglycerin Compagniets" sprängämnesfabrik, vilken ödelades av en explosion 1874. Byggnaden Fåbro blev då också allvarligt skadad, men Hans Mustad, som köpte nitroglycerinfabrikens mark 1875, renoverade den och utvidgade den med bland annat en veranda i schweizerstil. Han bodde under en tid i villan, och därefter användes den som bostad för anställda i O. Mustad & Søn fram till 2004.
År 2007 totalrenoverades huvudbyggnaden av Mustad Eiendom och hyrdes senare ut som huvudkontor till äventyrsreseföretaget Hvitserk AS.